# 吳視
吳視（?—?），字日朋，號鑒齋，贵州關嶺人，清朝政治人物。進士出身。
乾隆十九年（1754年）甲戌科進士，二甲二十三名，授廣西昭平知縣，以循良改調四川，歷什邡、梓潼、簡州、南充知縣。